# Tunnel du Grauholz
Le tunnel du Grauholz est un tunnel ferroviaire à double voie de 6 295 mètres de long, sur la ligne du Grauholz des Chemins de fer fédéraux suisses (CFF). Il est situé au nord-est de la ville de Berne en Suisse.
Il est mis en service en 1995.

## Situation ferroviaire
La ligne du Grauholz (plus rarement appelée la nouvelle ligne Löchligut–Mattstetten) fait partie de la ligne de chemin de fer Olten–Berne. L'itinéraire déleste le goulot d'étranglement Berne-Zollikofen des lignes principales vers Berthoud et Bienne. La ligne commence à l'échangeur de Löchligut et pénètre ensuite dans le tunnel du Grauholz. De l'autre côté du tunnel, elle rejoignait, la ligne principale Berne-Olten à la hauteur de Mattstetten entre 1995 et 2004. Depuis 2004, la jonction Äspli mène directement à la nouvelle ligne Mattstetten – Rothrist.

## Histoire

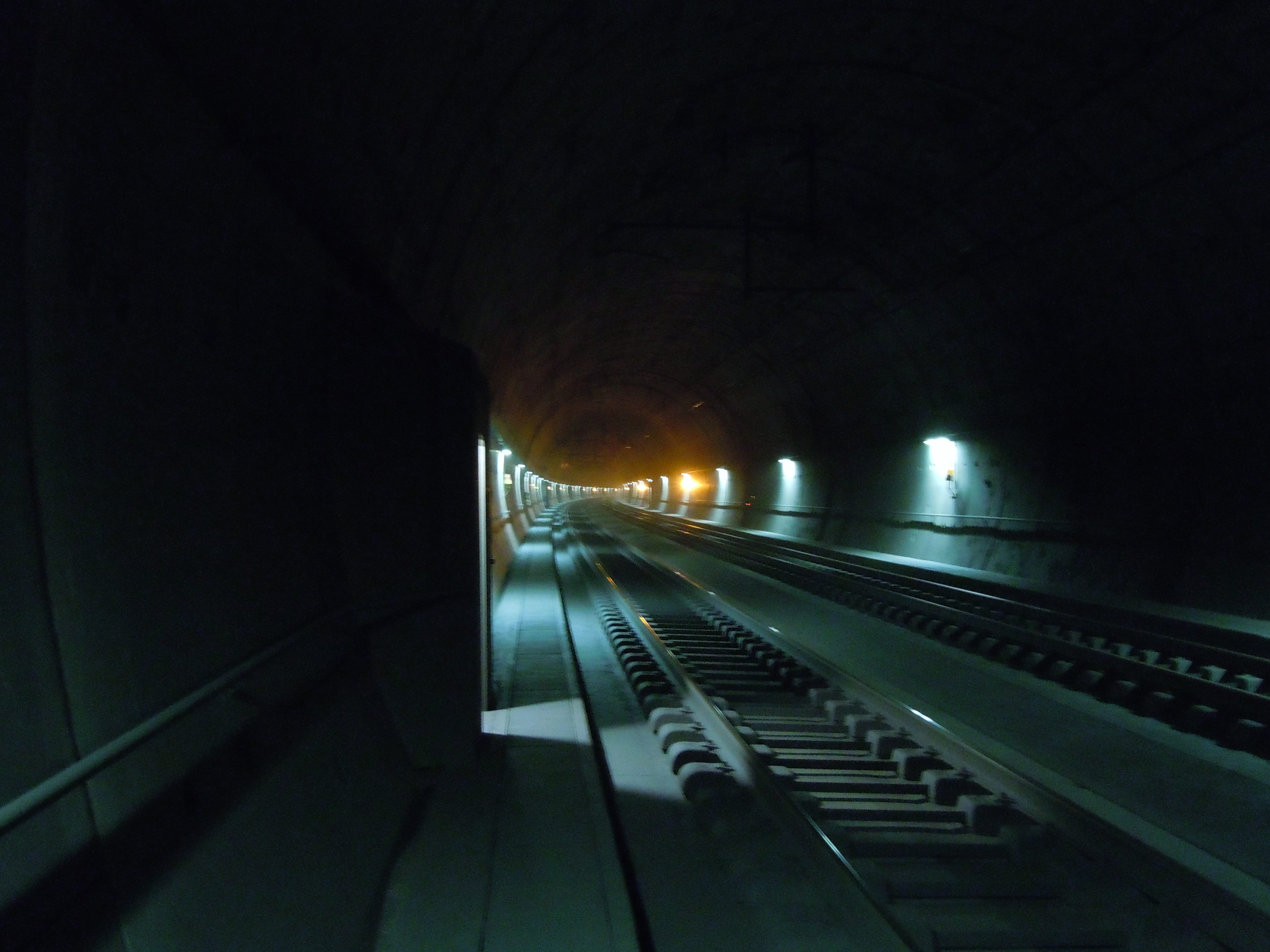
Intérieur du tunnel avec éclairage allumé

Le tunnel du Grauholz est mis en service en 1995 sur la ligne du Grauholz. À double voies, il fait 6 295 mètres de longueur,.
Le tunnel s'incurve sur toute sa longueur en formant un « S ». La section totale du tube est de 105 m2.
Il passe sous le massif boisé chargé d'histoire du Grauholz, où les défenseurs bernois durent capituler face aux troupes françaises en 1798, qui prirent la ville de Berne peu après.